# Ludwik Abkin
Ludwik Abkin (ur. 26 marca 1902 w Łodzi, zm. we wrześniu 1939) – polski dziennikarz żydowskiego pochodzenia, związany z Łodzią.
Urodził się w Łodzi w rodzinie żydowskiej, jako syn Eliasza Abkina, właściciela drukarni. Od 1933 roku pracował w dziale sportowym Expressu Wieczornego Ilustrowanego, w 1935 roku objął kierownictwo Agencji Sportowej „Centrosport” w Łodzi. Zginął w czasie kampanii wrześniowej.